# Cochlespira travancorica
Cochlespira travancorica là một loài ốc biển, là động vật thân mềm chân bụng sống ở biển trong họ Turridae.